# Аврамије Арвилски
Свети Аврам Арвилски (4. век),  је био епископ  града Арвила у Месопотамији (данашњи Ербил у северном Ираку). Тада је ова област била део Персијског царства.
Током заточеништва епископа Јована Арвилског, Аврамија је локална хришћанска заједница поставила за надзорника митрополије. Нешто касније, мученичком смрћу Јована, Аврамије га је наследио 343. године. као епископ Арвила, на положају на којем је остао само годину дана, до 344. Црквени историчар Созомен (умро око 450) описује у другој књизи своје Црквене историје, глава 8, прогоне који су се десили у Персијском царству. за време владавине Шапура II Великог (познатог и као Савориус или Сапор, у. 379): „Током истог периода [Шапурове] владавине, крв готово безбројног броја епископа, свештеника, ђакона и монахиња овенчана је мученичким венцем.“
Међу именима која је Созомен успео да сачува налази се и име Аврамије. Био је мучен и потом одрубљен 345. године од стране Шапуровог режима јер је исповедао хришћанску веру и одбијао да обожава бога сунца у Телману. Проглашен је за светитеља кога поштују и Православна и Римокатоличка црква.